# Bertalan Széchényi

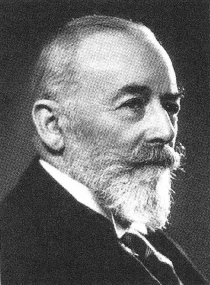
Bertalan Széchényi

Graaf Bertalan Széchényi de Sárvár-Felsővidék (Sopron, 24 oktober 1866 – Boedapest, 3 juni 1943) was een Hongaars politicus die van 1 mei 1935 tot aan zijn dood in 1943 de functie van voorzitter van het Magnatenhuis uitoefende.

## Biografie
Bertalan Széchényi werd in 1866 geboren Sopron als telg van de vooraanstaande adellijke familie Széchényi. Zijn vader was graaf Sándor Széchényi (een kleinzoon van graaf Ferenc Széchényi), die opper-ispán was van het comitaat Tolna en vice-voorzitter van het Magnatenhuis. Zijn moeder was Natália Dőry de Jobaháza. Sinds 1907 was hij getrouwd met gravin Natália Andrássy de Csíkszentkirály et Krasznahorka. Hun enige kind Márton werd geboren in 1909.
Hij studeerde rechten aan de Universiteit van Boedapest en diende nadien als reserve-officier in het 7de Huzarenregiment. Op 1 juni 1894 werd hij door keizer-koning Frans Jozef aangeduid als lid van het Magnatenhuis, waar hij van 1896 tot 1912 griffier was en van 1912 tot 1917 tweede vice-voorzitter. Na de Asterrevolutie in 1918 werd het Magnatenhuis ontbonden. In 1927 werd het echter heropgericht en Széchényi werd opnieuw lid. Hij werd bestuurslid van de Hongaarse Academie van Wetenschappen op 9 mei 1933. In 1935 werd hij aangesteld als voorzitter van het Magnatenhuis.